# 岩門城
岩門城（いわとじょう）は、福岡県那珂川市山田にあった日本の城。

## 概要
岩門城は標高195mの城山山頂に築かれており、現在は登山道が整備されている。城山は眺望が良くて、天気の良い日は玄界灘を見渡せる。岩門城は福岡県那珂川市にあるが、脊振山の山中を越えると佐賀県に出る。また、岩門城は筑前の博多と大宰府の中間にあるため、戦略上の要所にある城である。

## 沿革
延久5年（1073年）に、岩門城は原田種直の曾祖父である原田種資が移住して、以後大蔵氏流原田氏の本拠地とした。
寿永2年（1183年）に、木曽義仲に敗れて安徳天皇と平氏一門が九州へ逃れた際に、平家の家臣である原田種直（妻は平重盛の養女）は兵二千で守護して、居城岩門城に招いた。その近くに、安徳台と呼ばれる安徳天皇が仮の御所を置いたと逸話が残っている。元暦2年（1185年）、平氏が壇ノ浦の戦いで滅亡したため、原田氏は平家没官領として領地（3700町歩）を没収された。
鎌倉幕府は太宰少弐に任じた武藤資頼に原田種直の3700町を全て拝領して、岩門城も支配したと思われる。以降、代々の武藤氏は太宰少弐職を世襲して少弐氏と名乗った。また、少弐氏は代々筑前守護を兼任している。
元寇の際は岩門城は、博多と大宰府の中間で守りの重要拠点となった。岩門城主の少弐景資が鎮西の御家人の総司令官として元軍と戦っている。弘安8年（1285年）、少弐氏は霜月騒動に巻き込まれ、少弐景資は岩門城で兄の少弐経資と戦い、破れて自刃する（岩門合戦）。
室町時代に入り、足利一門の渋川満頼が九州探題兼肥前守護になった以降、岩門城は渋川氏の城となった。肥前守護である渋川氏の肥前の拠点は綾部城（現・佐賀県みやき町）で、筑前守護で大宰府に拠点のある少弐氏と戦っている。長享元年（1487年）、渋川万寿丸は少弐政資に綾部城を攻められて、岩門城の近くの亀尾城にて家臣、足助、森戸に殺されている。明応5年（1496年）、少弐政資は岩門城を支配した。渋川氏は中国地方の大内氏を頼り、翌年には大内氏が岩門城を奪還している。それ以降は、大内氏の家臣が那珂郡代を設けて城督を務めている。
大内氏の滅亡後は、大友氏が支配したが筑前を狙った毛利氏と岩門城をめぐって戦っている。大友氏が耳川の戦いで衰退した1580年頃には、筑紫氏が岩門城を支配している。豊臣秀吉の九州征伐時期に廃城になった。